# Марс-Експрес (фільм)
«Марс-експрес» — французький анімаційний науково-фантастичний фільм у стилі неонуар 2023 року. Сценарист і режисер — Жеремі Перін.

## Сюжет
У 2200 році приватний детектив Алін Рубі та Карлос Рівера, андроїд з особистістю її загиблого напарника, відправляються з Марса на Землю, щоб заарештувати хакерку Роберту Вільямс, яка займається перепрошивкою роботів. Однак на Марсі ордер на арешт Роберти зникає, і її звільняють.
Алін і Карлос отримують нове завдання: знайти студентку кібернетики Джун Чоу, яка зникла безвісти. Розслідування заведе напарників в глибини марсіанського міста Ноктіс. На перший погляд здається, що люди та роботи співіснують у злагоді в цьому місті під велетенським куполом.
Однак місто має темний прихований підспідок: торгівля людьми, робо-проституція та таємні комп'ютерні лабораторії. Тим часом активісти намагаються звільнити роботів від програмних обмежень, які роблять їх рабами людей.

## У ролях
| Актор             | Роль                   |
| ----------------- | ---------------------- |
| Леа Дрюкер        | Алін Рубі              |
| Матьє Амальрік    | Кріс Ройджекер         |
| Даніель Лобе      | Карлос Рівера          |
| Марі Буве         | Роберта Вільямс        |
| Себастьян Шассань | Саймон Гордо інспектор |
| Марта Келлер      | Берил робот            |
| Женев'єва Доанг   | Джун Чоу               |
| Тома Родіті       | LEM робот              |
| Usul              | професор               |

## Виробництво
Виробництво компанії Everybody on Deck. Бюджет фільму склав 9 мільйонів євро.

## Прокат
Прем'єра фільму відбулася в секції Cinéma de la Plage 76-го Каннського кінофестивалю 23 травня 2023 року. Фільм також потрапив до конкурсного списку Міжнародного фестивалю анімаційних фільмів у Аннесі. Він вийшов у прокат у Франції 22 листопада 2023 року (дистриб'ютор Gebeka Films).
Компанія GKIDS придбала права на фільм у Північній Америці та випустила його 3 травня 2024 року як в оригінальному французькому, так і в англійському дубляжі.
В Україні дистриб'ютором фільму виступила компанія «Артхаус Трафік». Українська прем'єра відбулася на кінофестивалі «Миколайчук Open», що проходив 15–23 червня 2024 року в Чернівцях. Кінотеатральні покази «Марс-Експрес» в Україні розпочалися 20 червня 2024 року.

### Цифрові носії
Компанія GKIDS випустила фільм у цифровому форматі та на Blu-ray у Північній Америці 18 червня 2024 року.

## Критика
Рафаель Мотамайор з /Film оцінив фільм у 8 балів із 10, написавши, що він «працює, тому що навіть його найдивніша та найскладніша науково-фантастична концепція ґрунтується на людській драмі».

### Нагороди
| Нагорода                             | Дата церемонії   | Категорія                | Результат | Прим.  |
| ------------------------------------ | ---------------- | ------------------------ | --------- | ------ |
| Премія «Люм'єр»                      | 22 січня 2024 р  | Кращий анімаційний фільм | Номінація | [ 14 ] |
| Премія Асоціації кінокритиків Парижа | 4 лютого 2024 р  | Кращий анімаційний фільм | Перемога  | [ 15 ] |
| Міжнародне товариство кінофілів      | 11 лютого 2024 р | Кращий анімаційний фільм | Номінація | [ 16 ] |
| Кінопремія «Сезар»                   | 23 лютого 2024 р | Кращий анімаційний фільм | Номінація | [ 17 ] |